# La Course au large
La Course au large est un jeu de société de la marque MB.
Sorti en 1988, il adapte les courses transatlantiques en jeu de société.
Chaque adversaire est représenté par un voilier et doit rallier deux ports en fonction des caprices de la météo (courants, vents...). Les questions ont pour thème la voile et les courses nautiques. Ces questions sont utilisées comme arbitre lorsqu'un concurrent prend un risque dans la course.